# ناثانيل فلمور
ناثانيل فيلمور (بالإنجليزية: Nathaniel Fillmore) هو فلاح أمريكي، ولد في 19 أبريل 1771 في بينينغتون في الولايات المتحدة، وتوفي في 28 مارس 1863 في أورورا كايوغا مقاطعة في الولايات المتحدة.